# 유내시 (효절후)
유내시(劉迺始, ? ~ ?)는 전한의 제후로, 조경숙왕의 증손이다.

## 생애
아버지 유혜의 뒤를 이어 효후(洨侯)에 봉해졌다. 시호를 절이라 하였고, 작위는 아들 유훈이 이었다.

## 출전
- 반고, 《한서》 권15상 왕자후표 上

| 선대 아버지 효효후 유혜 | 전한의 효후 ? ~ ? | 후대 아들 효애후 유훈 |